# Sakai-ku
Sakai-ku (堺区?) è uno dei sette quartieri amministrativi della città di Sakai, in Giappone.